# Glenea luteicolle
Glenea luteicolle är en skalbaggsart som beskrevs av J. Linsley Gressitt 1935. Glenea luteicolle ingår i släktet Glenea och familjen långhorningar.
Artens utbredningsområde är Taiwan. Inga underarter finns listade i Catalogue of Life.